# Estepa panónica

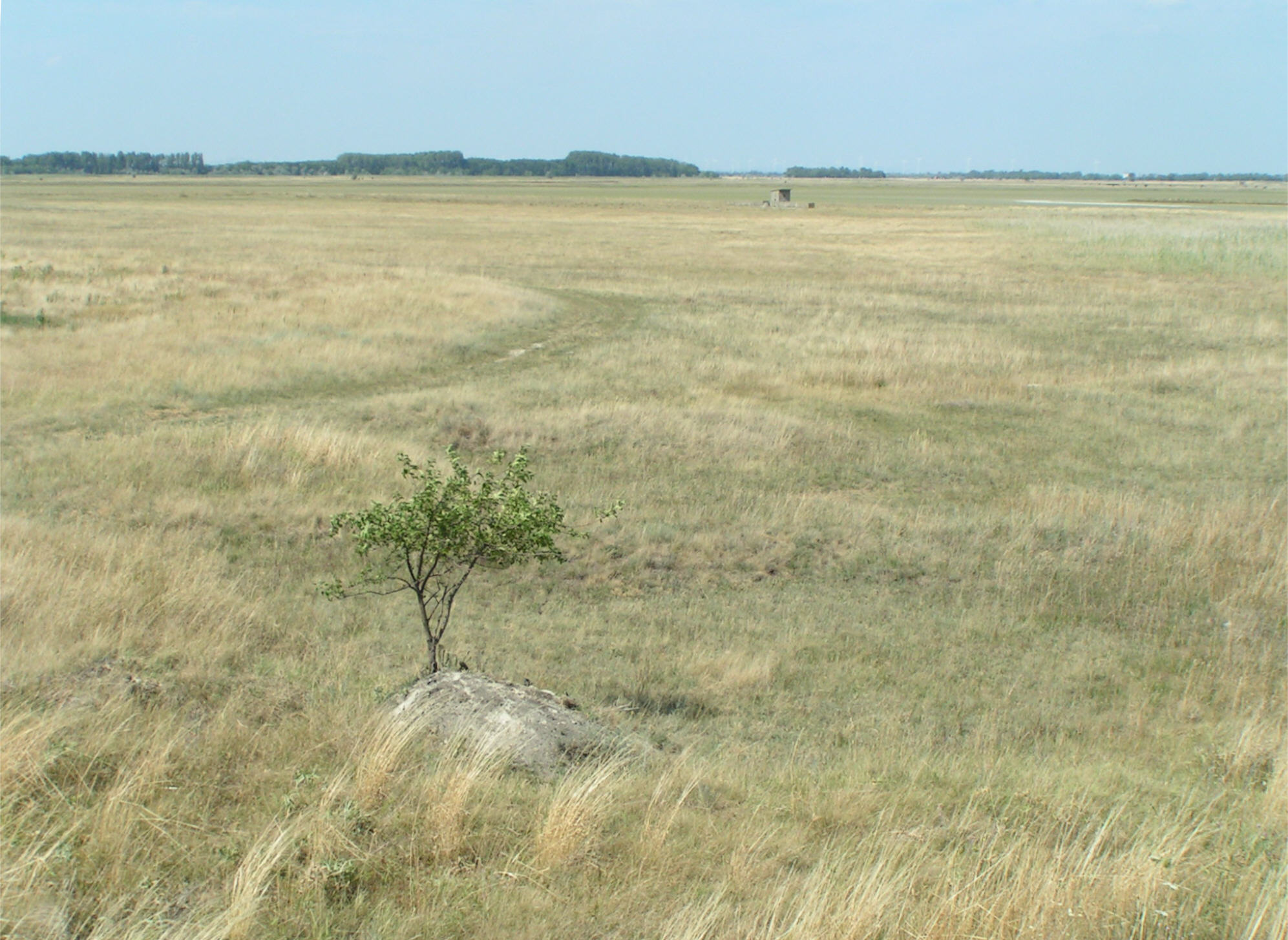
La estepa panónica en Seewinkel, Austria

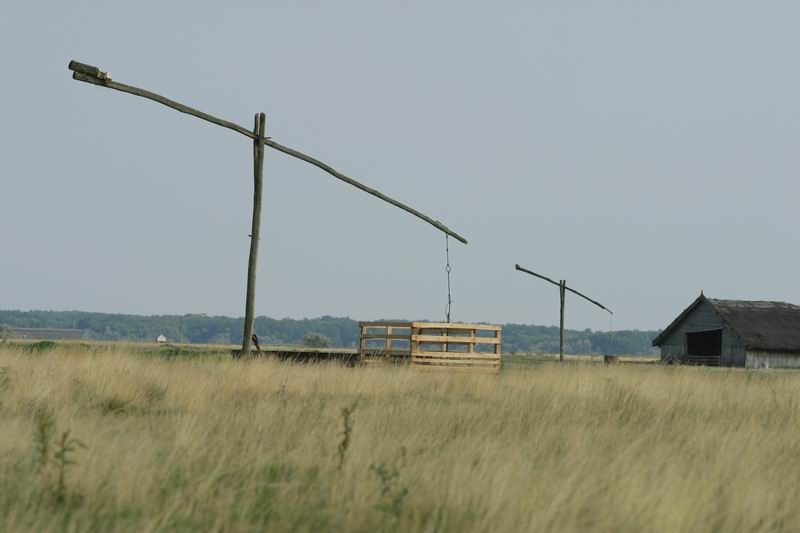
Pozo típico de la estepa panónica en el Parque Nacional de Hortobágy

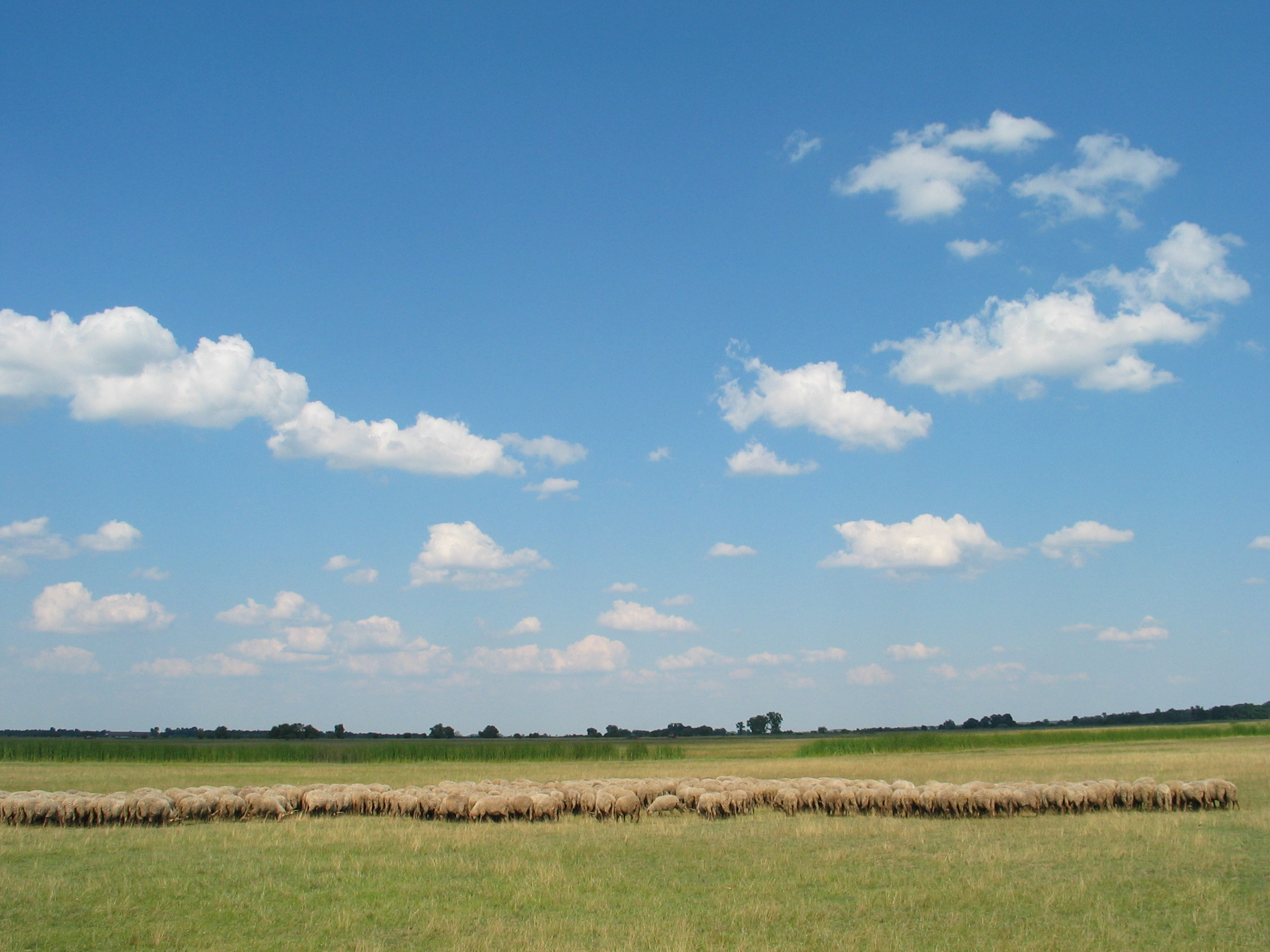
Parque Nacional de Hortobagy

La estepa panónica  es una variedad de ecosistemas de praderas que se encuentra en la cuenca de Panonia. Es un exclave de la Gran Estepa Euroasiática, que se encuentra en las actuales Austria, Bulgaria, Hungría, Rumanía, Serbia y Eslovaquia.

## Geografía
La estepa panónica es un enclave de la estepa euroasiática. El clima es continental.
La parte de la estepa panónica en Hungría es un bioma de pradera en la Gran Llanura Húngara (Alföld) alrededor del río Tisza en la parte oriental de Hungría, así como en la parte occidental de Hungría y en el Burgenland austriaco. El paisaje ha sido ampliamente cultivado y el paisaje original se encuentra ahora sólo en unos pocos lugares, por ejemplo en el Parque Nacional de Hortobágy. El paisaje característico se compone de llanuras sin árboles, estepas salinas y lagos salados, e incluye dunas de arena dispersas, bosques bajos y húmedos y pantanos de agua dulce a lo largo de las llanuras de inundación de los antiguos ríos. Aquí se pueden encontrar unas trescientas especies de aves.
La estepa de Čenkovská cerca de Mužla es la única reserva natural nacional de estepa en Eslovaquia. El área protegida declarada en 1951 cubre un total de 83 hectáreas.

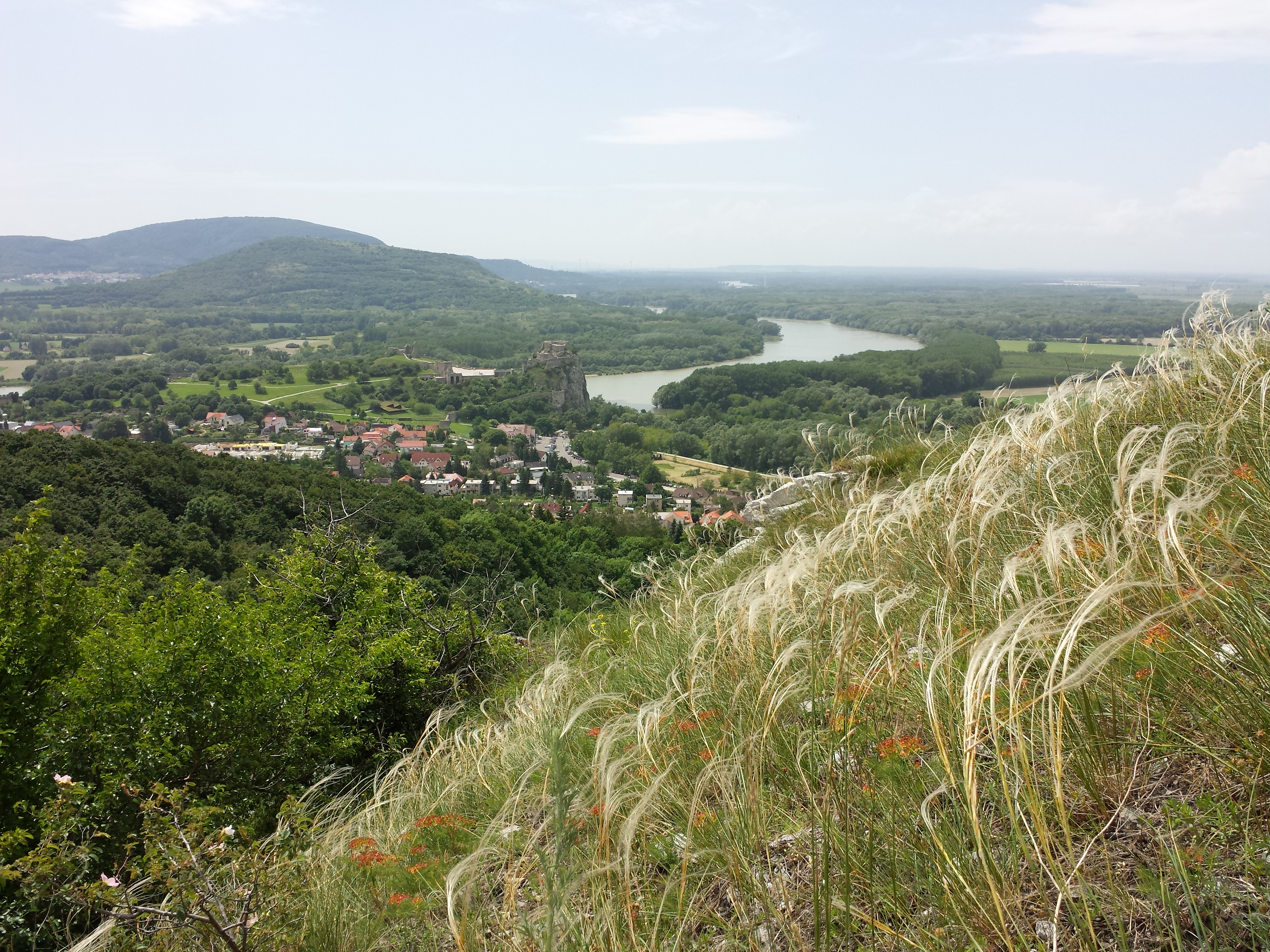
Devínska Kobyla bosque-estepa en Eslovaquia

Aparte de la estepa-bosque de Čenkovská, otros biomas notables de estepa y bosque-estepa en Eslovaquia se sitúan sobre todo en torno a las llanuras del Danubio y del este de Eslovaquia y en las cordilleras del sur del sistema de Pramatra. Dos de estos biomas son Devínska Kobyla y el Karst eslovaco (que conecta con Aggtelek en Hungría)
La parte de la estepa panónica en Austria está presente en Burgenland principalmente alrededor del lago Neusiedl.